# Hypanartia splendida
Hypanartia splendida är en fjärilsart som beskrevs av Rothschild 1903. Hypanartia splendida ingår i släktet Hypanartia och familjen praktfjärilar. Inga underarter finns listade i Catalogue of Life.